# 秋野紗良
秋野 紗良（あきの さら、1995年2月26日 - ）は日本の歌手、女優。

## 略歴
1995年、東京都世田谷区生まれ。
2000年の秋、父の提案により、母の故郷である秋田県大館市へ家族で移住（当時5歳）。
両親は夫婦でピアノバーを経営しており、音楽活動も精力的にしていたため、幼少期から様々な音楽に包まれて育った（現在BAR秋野倶楽部）。
10歳より地元の合唱団に入団し、中学校3年間は合唱部に所属（大館市立第一中学校）。
2012年の春に父が急性心臓病により突然他界。母からの提案で、父の葬儀で歌を披露。その瞬間、歌声が変わったことを自覚し、強い使命感を感じた。歌手になることを決意し活動を始める（当時17歳）。
その年の5月、NHKのど自慢大会に母と出場し、秋川雅史の「千の風になって」を歌唱。今週のチャンピオンに選ばれる（秋田県鹿角市）。
その後、高校在学中（秋田県立大館鳳鳴高等学校）、多くの人に支えられながら市内外の祭りやイベントに出演。その他、地元の新聞紙で特集してもらったり、オリジナルCDを自主制作したりした。
高校卒業後は一度就職するも、旅人たちとの出会いに感銘を受け、自らも旅に出ることを決意。
2014年の春から2016年の秋まで、沖縄の牧場に住み込んだり、国内でヒッチハイクをしたり、北海道を徒歩で回ったり、全国各地でライブをしたりした。その中で、たくさんの人と出会い、自然の美しさや生きる喜びを感じ、生きることや歌うことについて自問自答を繰り返した。また、両親からいかに愛されていたのかを学んだ（19歳～21歳）。
2016年11月、放浪をやめ本格的に活動に力を入れようと帰郷し、秋田の芸能プロダクション㈱ShowMeに所属。県内各地でイベント等に出演する他、旅で得た繋がりから全国各地で歌う。
2018年10月、T1project『Musical　幸せな時間』のオーディションを通過したことを機に上京し、2019年T1projectへ所属（24歳）。
2019年6月、御成座（秋田県大館市）でソロライブを成功させ、9月は『Musical　殺し屋は歌わない』で初の主演を務めた（東京・下北沢）。11月には天王洲アイルKIWAにてニューアルバムリリースライブ「わたし幸せです」を敢行。
2020年はコロナ禍により活動を自粛せざるを得なかったが、12月15日に赤坂カーサクラシカで一年ぶりにライブを行い、12月24日にはニッポン放送『第46回　ラジオ・チャリティー・ミュージックソン』の特設ステージで行われたスペシャルライブに出演する。
2021年1月2日、ニッポン放送『ＴＨＥ笑ステ』に出演、秋野徳子作詞・秋野紗良作曲の『あなたの道』がオンエアされる。
2021年5月、初のミュージックビデオ『あなたへ』を公開。11月にはニューアルバム『朝を待つあなたへ』リリースライブ（天王洲・ＫＩＷＡ）。12月にはリーディングミュージカルとライブ『To a new tomorrow』 （原宿・ラドンナ）に出演。
2022年2月、リーディングミュージカルとライブ『To a new tomorrow』 （原宿・ラドンナ）に再び出演。３月にはアルバム『朝を待つあなたへ』の配信開始。4月と5月にはソロライブ（中目黒・楽屋）、7月にはリーディングミュージカルとライブ『To a new tomorrow』 （原宿・ラドンナ）に出演。8月は中井智彦主演ミュージカル『PIANIST』（銀座・博品館劇場）でヒロインを務める。9月には丘みどり主演の朗読ミュージカル『8000mの愛』（ニッショーホール）に出演。11月18日、六本木クラップスにてソロライブ『27才』を敢行。12月には『Happyクリスマス☆ミュージカルコンサート2022』（豊洲・シビックホール）に出演。
2023年2月、大館凱旋ディナーライブ『27才』（秋田県大館市・バーリーズクラブ）では満席の動員。3月は再び六本木クラップスにてソロライブ『歌』。5月には初の沖縄ライブツアー『ありがとう』を敢行。7月に六本木クラップスにてソロライブ『歌声の向こう側』。8月は『大館うたの日』でBEGINと同じステージつ立つ。同日夜の『大文字まつり』ではサプライズゲストとして点火と同時に「Time To Say Goodbye」を熱唱する。9月には東光鉄工ドローンのアンバサダーとして秋田県庁でプレス発表。10月は東京有楽町に開設されたアキタコアベースのオープニングイベントで歌い、『大館きりたんぽ祭り』でグランプリ発表前に一時間のライブステージを務める。12月、ニッポン放送でラジオ初の冠番組『秋田の魅力をお届け！　秋野紗良のミュージックトラベル！』がオンエア。
2024年1月、FM秋田主催お正月ライブ。2月、ディナーライブ『いつもありがとう』（大館・バーリーズクラブ）。3月、大阪中国総領事館主催・国際婦人デーで初めて中国語の歌を熱唱。六本木クラップスにてソロライブ『歌を歌おう』。6月、六本木クラップスでソロライブ『歌を歌おう2』開催。『小坂町アカシアまつり』に出演。７月、最新ＭＶ『おたずねしたいのです』の配信開始。８月、『大館大文字まつり』で大花火を背景に秋田県民歌等を熱唱。９月、ふるさと返礼品関係で母校中学の吹奏楽部と大館市民歌を歌う。10月、『御笑祭』（有楽町・アイマショウ）　大館の『きりたんぽまつり』で一時間のソロライブ。六本木クラップスでソロライブ『歌を歌おう３』を開催。初の学園祭となる沖縄国際大学『沖国祭』に出演。

2025年3月、T1プロジェクトを退所し、フリーランスとなる。

## 活動

### 主な出演
2012年
- 5月 「NHKのど自慢大会」(秋田県鹿角市)今週のチャンピオン
- 8月 ゼロダテ主催野外フェス「赤湯フェス」(大館市・赤湯温泉)
  - その他介護施設慰問ライブ、大館能代空港スカイフェスタ、ラジオ、大館樹海ドームパークセンターノミの市等出演
- 11月 BJリーグ開会式 県民歌斉唱(大館市・タクミアリーナ)
- 12月 大館鳳鳴響友会「森吉の嶺音楽会」(大館市・ほくしか鹿鳴ホール)

2013年
- 2月 歌っこ市in大館アメッコ市(大館市・ゼロダテアートセンター)
- 6月 田代名産たけのこ祭り(大館市・田代多目的運動広場)
- 9月 赤湯フェス(大館市・赤湯温泉)
- 10月 本場大館きりたんぽ祭り(大館市・ニプロハチ公ドーム)

2014年
- 2月 アメッコ市(大館市)
- 3月 康楽館(秋田県・小坂町)
- 4-5月 舞台「ラ・ユニヴァルス」(秋田・鹿角コモッセ/ほくしか鹿鳴ホール)
- 6月 横手駅にて旅の出発記念にソロライブ。田沢湖ハーブガーデンハートハーブ、レストランoraeにてライブ。追分ライブハウスポニーテールにてライブ。(秋田)
- 9月 知床斜里キャンプ場クリオネにてソロライブ(北海道)

2015年
- 明治神宮前ひまわり広場、荻窪bunga、下北沢mona record、青梅市ベーカリーカフェnoco、神楽坂マッシュレコードなど東京都内各地でライブ。
- 2月 ゲストハウスそらうみにてライブ(香川・高松)
- 8月 花岡花矢夏祭り(大館市)
  - 大館鳳鳴響友会「森吉の嶺音楽会」(大館市・ほくしか鹿鳴ホール)
  - 梶が森ロックフェスティバル(高知県・梶ヶ森)
- 9月 青山ファーマーズマーケットオーケストラ&合唱「ベートーベン第九」にてソプラノソリストを務める(東京・表参道)。

2016年
- 2月 SARA My Birthday Live企画(東京・下北沢「Mother's RUIN」)
- 3月 老人ホーム「ローズガーデン」慰問ライブ
  - 「旅人カレー」投げ銭ライブ(福岡・糸島市)
- 4月 St George's Day 立食パーティゲスト(東京・イギリス大使館)
- 7月 サムシングフォー西崎ブライダルフェア(沖縄・糸満)
  - ゆんたくライブ(沖縄・胡屋「ゆんたくカフェ」)
  - あおぞらライブ企画(沖縄・コザ「ミュージックタウン音市場」)
- 8月 イオンライカムインストアライブ(沖縄・イオンライカム)
  - 伊計島AJリゾートアイランドライブ(沖縄・伊計島)
  - 笑ステ(長野・長野市芸術館)
  - 横手駅ナカライブ(秋田県横手市)
  - 田沢湖ペンションサウンズグッド!ソロライブ企画(秋田県仙北市)
  - じんじゃず(秋田・三郷「熊野神社」)
  - 24時間テレビ協賛金木チャリティイベントゲスト出演(青森県金木町)
- 9月 サムシングフォー西崎ビアガーデン(沖縄・糸満)
  - サンセットヨガとコラボ(沖縄・北谷アラハビーチ)
  - 「あ～舞れ～オキナワダンス」(沖縄・コザ「ミュージックタウン音市場」)
- 10月 アルテ崎山(沖縄・首里)
- 11月 石井漠・土方巽記念 国際ダンスフェスティバル「踊る。秋田」(秋田・秋田市文化会館)
- 12月 舞台「シャイニングストーリー」(大館市・ほくしか鹿鳴ホール)

2017年
- 8月 竿燈まつりウェルカムステージ(秋田・アゴラ広場)
- 9月 魚座造船所森の中ライブ(秋田県北秋田市浦田)
  - 横手金比羅まつり(横手市)
  - ヤングフェスティバル(秋田・イオンモール秋田)
- 10月 本場大館きりたんぽまつり(大館市・ニプロハチ公ドーム)
- 12月 わらび座ミュージカル「東海林太郎伝説」トークショー(秋田・にぎわい交流館AU)

2018年
- 3月 大いなる秋田オーケストラ(大館市・ほくしか鹿鳴ホール)
- 4月 BJリーグ開会式 県民歌斉唱(大館市・タクミアリーナ)
- 8月 アートライブ「光の種」(福島県三島町)
  - 歌唱王秋田本選通過(秋田県イオンモール大曲)
- 11月 歌唱王全国大会準々決勝通過
- 12月 東海林太郎音楽祭(秋田・アトリオン音楽ホール)
  - 歌唱王2018放送(日本テレビ)

2019年
- 4月 あきたプラチナ世代博2019(秋田・県立武道館)
- 5月 GWスペシャルライブ(イオンモール大曲)
- 6月 秋野紗良 SPECIAL LIVE in ONARIZA(大館市・御成座)
- 7月 比内あきんど祭り(大館市・比内)
- 8月 花岡花矢夏祭り(大館市)
- 9月 JAまつり(秋田県北秋田市鷹巣)
- 10月 本場大館きりたんぽ祭り(大館市・ニプロハチ公ドーム)
  - 大館ウィンドアンサンブル20周年定期演奏会(大館市・ほくしか鹿鳴ホール)
- 11月 ニューアルバムリリースライブ「わたし幸せです」(東京・天王洲アイルKIWA)
  - ゴスペル音楽祭(大館市・ほくしか鹿鳴ホール)

2020年
- 12月 ワンマンライブ(赤坂・カーサクラシカ)
  - ニッポン放送『第46回 『ラジオ・チャリティー・ミュージックソン』スペシャルライブ(丸ビル・マルキューブ)

2021年
- 2月 ワンマンライブ(中目黒・楽屋)
- 3月 ワンマンライブ(中目黒・楽屋)
- 6月 ワンマンライブ(中目黒・楽屋)
- 7月 ライブ出演(江古田・マーキー)
  - ライブ出演(新宿・MARZ)
- 8月 ワンマンライブ(北参道・GRAPES)
- 11月 ニューアルバム「朝を待つあなたへ」リリースライブ(天王洲・KIWA)
- 12月 To a new tomorrow「8000mの愛」 ライブ(原宿・ラドンナ)

2022年
- 2月 To a new tomorrow「8000mの愛」 ライブ(原宿・ラドンナ)
- 4月 AKINO SARA LIVE ライブ(中目黒・楽屋)
- 5月 AKINO SARA LIVE ライブ(中目黒・楽屋)
- 7月 To a new tomorrow「寓★話2022」ライブ(大手町・Grand MaIsоn ОRENО)
- 9月 朗読ミュージカル「8000mの愛」ライブ(新橋・ニッショーホール)
- 10月 きりたんぽ祭りステージ出演(大館・ニプロハチ公ドーム)
- 11月 AKINO SARA SOLO LIVE 27才(六本木・クラップス)
- 12月 『Happyクリスマス☆ミュージカルコンサート2022』(豊洲・シビックホール)

2023年
- 2月 ディナーライブ『27才』(大館市・バーリーズクラブ)
- 3月 AKINO SARA SOLO LIVE 歌(六本木・クラップス)
- 5月 沖縄ライブツアー『ありがとう』(HUMANSTAGE他)
- 7月 AKINO SARA SOLO LIVE 歌声の向こう側(六本木・クラップス)
- 8月 大館うたの日(大館市・ニプロハチ公ドーム)
- 大館大文字まつり(大館市・長木川河川敷)
- 9月 東光鉄工ドローンのアンバサダー就任プレス発表(秋田市・秋田県庁)
- 11月 アキタコアベース(東京・有楽町)
- 大館きりたんぽまつり(大館市・ニプロハチ公ドーム)
- 11月 東光鉄工50周年パーティー(鹿角市・ホテル鹿角)

2024年
- 1月 FM秋田主催お正月ライブ(大館市・いとく)
- 2月 ディナーライブ『いつもありがとう』(大館市・バーリーズクラブ)
- 3月 大阪中国総領事館国際婦人デーイベント(大阪・リーガロイヤルホテル)
  - AKINO SARA SOLO LIVE 歌を歌おう(六本木・クラップス)
- 6月 AKINO SARA SOLO LIVE 歌を歌おう2(六本木・クラップス)
- アカシアまつり（秋田県・小坂町）
- 7月 東光鉄工85周年記念パーティー（鹿角市・ホテルかづの）
- 『真夏の夜の夢　キラッとコンサート』（市川市・安国院）
- 8月 大館大文字まつり（大館市・長木川河川敷）
- 9月 ふるさと返礼品関連で大館第一中学校で吹奏楽部と共演（大館市）
- 10月 大館きりたんぽまつり（大館市・ニプロハチ公ドーム）
- 11月　沖縄国際大学学園祭に出演（沖縄県・宜野湾市）

### 舞台
2019年
- 2月-3月 T1project『Musical 幸せな時間』(下北沢・本多劇場)
- 9月 T1project『Musical 殺し屋は歌わない』主演(下北沢・小劇場B1)

2021年
- 12月 To a new tomorrow「8000mの愛」 (原宿・ラドンナ)

2022年
- 2月 To a new tomorrow「8000mの愛」 (原宿・ラドンナ)
- 7月 To a new tomorrow「寓★話2022」(Grand MaIsоn ОRENО)
- 8月 Musical「PIANIST」ヒロイン(銀座・博品館劇場)
- 9月 朗読ミュージカル「8000mの愛」(ニッショーホール)[2]

### メディア
2014年
- 横手かまくらFM 「ごやさんのこの街が好き!」『さらちゃんは今』(6月-12月)

2016年
- FMコザ「グッモーニン!コザ」アシスタントパーソナリティ担当(7月-10月)
- FMぎのわん「サザンブリーズ」アシスタントパーソナリティ担当(8月-10月)

2018年
- 1月 ABS秋田放送「LIFE」
- 6月 ABSラジオ「CLAP RADIO」
- 8月 ABS秋田放送「ヱビス堂☆金」
- 12月 日本テレビ「全日本歌唱力選手権～歌唱王～」

2021年
- 1月 ニッポン放送「THE笑ステ」
- 5月 ミュージックビデオ「あなたへ」をYouTubeで公開。
- 12月 ニッポン放送「神田莉緒香のKANDFUL RADIO」
  - 横手FMかまくら「年末スペシャル」

2022年
- 1月 横手FMかまくら「ごやさんのこの街が好き!」
- 6月 ラジオ配信beatvisionに出演。

2023年
- 4月 ニッポン放送「神田莉緒香のKANDFUL RADIO」
- 5月 ラジオ沖縄「気ままにウィークリー」「今週のライブラリー情報」
  - FMコザ「グッモーニン! コザ」
- 5月 琉球新報
- 9月 秋田放送 秋田テレビ 夕方のニュース
  - 秋田魁新報 北鹿新聞
- 10月 FM秋田「ダックスムーンのランチdeポップス」
- 12月 秋田魁新報 北鹿新聞
  - ニッポン放送「秋田の魅力をお届け! 秋野紗良のミュージックトラベル!」

2024年
- 1月 FM秋田
- 2月 北鹿新聞
- 5月 週刊新潮
- 11月 ＷＥＢマガジン　エンタラクティブライフ
- FM秋田「ダックスムーンのランチdeポップス」